# Datchet
Datchet egy falu Angliában, a Temze partján. A Windsor and Maidenhaed önkormányzat, Berkshire megye része. Az 1974-es határmódosítás előtt Buckinghamshire része volt.
A falu egy része a Datchet-birtokhoz tartozott. Az uradalom története 1335-ben kezdődik, mikor III. Edward William de Montacute-nak, adja, aki elajándékozza Sir John Molisnak, aki 1631-ig birtokosa volt. A terület sokszor gazdát cserélt, míg az 1700-as években Buccleuch hercegeinek a birtoka nem lett. A birtokot most szállodaként és konferencia-központként hasznosítják.
A falu fejlődését Windsorhoz való közelségének és a kompközlekedésnek köszönheti, ami összeköti a fő utakat London és Windsor között. Idővel a kompközlekedést számos a Temzére épített híddal kiváltották. → részletek angolul
A Datchet nevet sokan kelta eredetűnek vélik, A név második fele (cet) fát jelent. A Domesday Bookban Daceta néven szerepel.
A falunak van saját vasútállomásaa Windsor-Eton-London vonalon.